# Metropolitanos Fútbol Club
Il Metropolitanos Fútbol Club è una società calcistica venezuelana con sede nella città di Caracas. Milita nella Primera División, la massima divisione del campionato venezuelano. La squadra gioca le partite casalinghe all'Estadio Brígido Iriarte.

## Palmarès

### Competizioni nazionali
- Campionato venezuelano: 1

2022
- Segunda División: 1

2016

### Altri piazzamenti
- Copa Venezuela:

Finalista: 2024
- Segunda División:

Secondo posto: 2013-2014

## Organico

### Rosa
| N. |                      | Ruolo | Calciatore            |
| -- | -------------------- | ----- | --------------------- |
|    | Venezuela (bandiera) | P     | Diego Restrepo        |
|    | Venezuela (bandiera) | P     | Javier Toyo           |
|    | Venezuela (bandiera) | D     | César Aponte          |
|    | Venezuela (bandiera) | D     | Pascual Calderaro     |
|    | Venezuela (bandiera) | D     | Néstor Cova           |
|    | Venezuela (bandiera) | D     | Josué Esqueche        |
|    | Venezuela (bandiera) | D     | David McIntosh        |
|    | Venezuela (bandiera) | D     | Andrés Rouga          |
|    | Uruguay (bandiera)   | D     | Nelson Semperena      |
|    | Venezuela (bandiera) | D     | Juan Pablo Villarroel |
|    | Venezuela (bandiera) | D     | Jhon Chancellor       |
|    | Venezuela (bandiera) | C     | Alexis Antelis        |
|    | Venezuela (bandiera) | C     | Anderson Arciniegas   |
|    | Venezuela (bandiera) | C     | Rubén Arocha          |
|    | Venezuela (bandiera) | C     | Guillermo Banquez     |

| N. |                      | Ruolo | Calciatore          |
| -- | -------------------- | ----- | ------------------- |
|    | Venezuela (bandiera) | C     | Darío Bastardo      |
|    | Venezuela (bandiera) | C     | Andrés Benítez      |
|    | Venezuela (bandiera) | C     | Gabriel Boggio      |
|    | Venezuela (bandiera) | C     | Engelberth Briceño  |
|    | Venezuela (bandiera) | C     | Jorge Casanova      |
|    | Venezuela (bandiera) | C     | David Centeno       |
|    | Venezuela (bandiera) | C     | Danyelo Esquivel    |
|    | Venezuela (bandiera) | C     | Rodolfo Méndez      |
|    | Argentina (bandiera) | C     | Federico Silvestre  |
|    | Venezuela (bandiera) | A     | Jonathan Cabrera    |
|    | Venezuela (bandiera) | A     | Guillermo Fernández |
|    | Venezuela (bandiera) | A     | Juan Antonio García |
|    | Venezuela (bandiera) | A     | Pierre Pluchino     |
|    | Venezuela (bandiera) | A     | Andrés Quintero     |
|    | Venezuela (bandiera) | A     | Diego Valdez        |